# Тернате (остров)
Тернате (на индонезийски: Ternate) е малък остров в Малайския архипелаг, съставна част на Молукските острови, принадлежащ на Индонезия. Площта му е 76 km², а населението към 2020 г. наброява 205 000 души. Разположен е в Молукско море, на запад от големия остров Халмахера. На острова се намира едноименният действащ вулкан с височина 1715 m. На неговия връх има кратер с размери 300 – 250 m, в който има още 3 по-малки кратера. От 1536 досега е изригвал над 60 пъти, като е изхвърлял базалтова и андезитова лава. Склоновете му са покрити с вечнозелени тропични гори. Основните земеделски култури, отглеждани на острова, са ориз, царевица, кафе и подправки. Развит е местният риболов. Единственото селище и пристанище е град Тернате, вторият по големина и значение на Молукските острови.